# Tris(pentafluorphenyl)boran
Tris(pentafluorphenyl)boran ist eine organische Verbindung aus der Gruppe der Borane. Es ist eine Lewissäure und wird als Katalysator in verschiedenen Reaktionen eingesetzt.

## Geschichte
Über die Herstellung von Tris(pentafluorphenyl)boran wurde erstmals 1964 berichtet.

## Herstellung
Tris(pentafluorphenyl)boran kann durch Reaktion von Bortrichlorid mit Pentafluorphenyllithium in Pentan hergestellt werden. Da sich Pentafluorphenyllithium unter Eliminierung von Lithiumfluorid explosiv zersetzen kann, ist Pentafluorphenylmagnesiumbromid eine weniger gefährliche Alternative.

## Eigenschaften
Tris(pentafluorphenyl)boran ist eine starke Lewissäure, thermisch stabil, chemisch weitgehend inert und weist eine sterisch anspruchsvolle Form auf, was eine sehr vorteilhafte Zusammensetzung von Eigenschaften für katalytische Anwendungen ist. So verlaufen katalysierte Reaktionen in der Regel zügig, unter milden Bedingungen und benötigen nur geringe Mengen an Katalysator.
Die Lewis-Acidität ist größer als die von Bortrifluorid aber kleiner als die von Bortrichlorid. Während andere fluorierte Borane sich bei Erhitzung leicht unter Bildung von Bortrifluorid zersetzen, ist Tris(pentafluorphenyl)boran selbst bei 270 °C mehrere Tage stabil. Auch ist es oxidationsstabil gegen Luftsauerstoff.
Mit Wasser bildet es ein Addukt, das eine starke Brønsted-Säure ist. In Acetonitril ist dessen Säurestärke mit der von Chlorwasserstoff vergleichbar. Im Gegensatz zu vielen anderen Lewissäuren wie Bortrifluorid, Aluminiumchlorid und Zinn(IV)-chlorid zersetzt es sich kaum in Wasser. Die Hydrolyse unter Eliminierung von Pentafluorbenzol verläuft sehr langsam. Die katalytische Aktivität ist jedoch unter wasserfreien Bedingungen besser, vermutlich da so kein Wassermolekül aus dem Addukt verdrängt werden muss.

## Reaktionen
Zuerst verwendet wurde Tris(pentafluorphenyl)boran als Co-Katalysator in Ziegler-Natta-Polymerisationen. Daneben katalysiert es eine große Bandbreite an weiteren Reaktionen. Dazu gehören Hydrierungen, C-C-Bindungsknüpfungen, beispielsweise Aldolreaktionen; C-Heteroatom-Bindungsknüpfungen, beispielsweise Hydrometallierungen. Tris(pentafluorphenyl)boran addiert bei Raumtemperatur an aktivierte Alkine wie Phenylacetylen. Analog kann es in der Reaktion mit Xenondifluorid eine C6F5-Gruppe auf das Xenon übertragen und so eine Xenon-Kohlenstoffbindung erzeugen. Es aktiviert Polymethylhydrosiloxan, wodurch Aldehyde und Ketone bei Raumtemperatur in Dichlormethan zu Alkanen defunktionalisiert werden können.
In vielen Fällen katalysiert es Tautomerisierungen von Verbindungen und stabilisiert ein normalerweise instabiles Tautomer. Ein Beispiel ist die Umsetzung mit 1-Naphthol, wobei ein kristallines Addukt entsteht, in dem das Naphthol als Enon-Tautomer vorliegt. Als sterisch anspruchsvolle Lewis-Säure kann Tris(pentafluorphenyl)boran mit einer geeigneten Lewis-Säure, beispielsweise Tri-tert-butylphosphin, frustrierte Lewis-Paare bilden.